# Jean-Baptiste Singelée
Jean-Baptiste Singelée, né à Bruxelles le 25 septembre 1812 et mort à Ostende le 29 septembre 1875, est un violoniste, chef d'orchestre et compositeur belge de la période romantique.

## Biographie
Jean-Baptiste Singelée entame une carrière de violoniste à Paris, notamment au sein de l’orchestre de l’Opéra-Comique, puis retourne en Belgique en tant que violon solo du Théâtre royal de la Monnaie. Il est aussi chef d'orchestre et dirige l’orchestre du Théâtre royal de Gand, puis de la Monnaie. Il écrit de nombreuses musiques pour le ballet, deux concertos pour violon et de nombreuses pièces instrumentales.
Ami d'Adolphe Sax, qu'il a certainement côtoyé à l’École royale de musique de Bruxelles en 1828, il est l'un des soutiens musicaux actifs de l'inventeur du saxophone à ses débuts à Paris. En 1853, alors que le brevet de l'instrument ne date que de sept ans, il publie le Premier Quatuor pour saxophones et encourage Sax à développer la musique de chambre pour sa nouvelle famille instrumentale. Il est également le plus actif contributeur aux examens et concours du Conservatoire de Paris pendant la période où Sax y enseigne, et fournit par ailleurs des dizaines de fantaisies, solos de concerts, caprices et souvenirs, qui serviront à l'évaluation des élèves militaires spécialisés dans l'un des quatre saxophones du quatuor.

## Œuvres pour saxophone
- Fantaisie sur la Somnambule, Op 49 S/P°, 185-
- Fantaisie, Op 50 T ou S/P°, 185-
- Fantaisie sur un thème Suisse, Op 51, S/P°, 185-
- 1er Quatuor pour Saxophones, Op 53, SATB, 1857
- Duo Concertant, Op 55, S/A/P°, 1858
- Fantaisie Pastorale, Op 56, S/P°, 1858
- Concerto, Op57, T ou S/orch, 1858
- Concerto n°2, A/orch, 1858
- Fantaisie Op60, B/P°, 1858
- Adagio et Rondeau, Op 63, T/P°, 1859
- Souvenir de la Savoie, Op 73, S/P°,1860
- Solo de Concert, Op 74, A/P°, 1860
- Fantaisie Brillante, Op 75, T/P°, 1860
- 2e Solo de Concert, Op 77, B/P°, 1861
- Concertino, Op 78, A/P°, 1861
- Grand Quatuor Concertant, Op 79, SATB, 186-
- Caprice Op 80, sax S/P°, 1862
- 3e Solo de Concert, Op 83, B/P°, 1862
- 4e Solo de Concert, Op 84, T/P°, 1862
- Fantaisie Brillante, Op 86, A/P°, 1862
- Fantaisie, Op 89, S/P°, 1863
- 5e Solo de Concert, Op 91, A/P°, 1863
- 6e Solo de Concert, Op 92, T/P°, 1863
- 7e Solo de Concert, Op 93, B/P°, 1863
- 8e Solo de Concert, Op 99, B/P°, 1864
- 9e Solo de Concert, Op 100, T/P°, 1864
- Fantaisie, Op 101, T/P°, 1864
- Fantaisie, Op 102, S/P°, 1864

## Discographie
- Hommage à Adolphe Sax, Fabien Chouraki et Christophe Grasser (PMP CD/CL002, 1994)
- L'Aube du Saxophone, Quatuor Ars Gallica, Ligia Digital/HM (Lidi 0106044-96, 1995-96)
- Historic Saxophone, Claude et Odile Delangle. Bis (CD audio, 2004)
- Jean Baptiste Singelée : Souvenirs, Christian Peters, Yoriko Ikeya (Mdg B0001AEVOK, 2004)
- Jean Baptiste Singelée - Fantaisies, Concerts et Solos -Quartetto di Sassofoni Accademia - Bruno Canino - Dynamic CDS 541
- Hommage a Sax - Quartetto di Sassofoni Accademia, Nuova Era 7211 - Versione Originale Première Quatuor e Gran Quatuor Concertant
- Saxophone et Orgue (un récital), Fantaisie brillante, Frédéric Lagoutte et Joseph Coppey, (CD audio, 2012)